# British Matchplay 1976
Das Ladbrokes British Matchplay 1976 war ein von der British Darts Organisation (BDO) veranstaltetes Dartsturnier, das in Great Yarmouth, Norfolk (England), zum ersten Mal ausgetragen und vom Fernsehsender ITV übertragen wurde. Im Finale konnte der Engländer Bill Lennard seinen Landsmann Alan Glazier mit 4:3 besiegen und somit £ 1.000 Preisgeld gewinnen.

## Preisgeld
| Position (Anzahl der Spieler) | Position (Anzahl der Spieler) | Preisgeld |
| ----------------------------- | ----------------------------- | --------- |
| Gewinner                      | (1)                           | £ 1.000   |
|                               |                               |           |
|                               |                               | £ 1.000   |

## Turnierplan
Am Viertelfinale nahmen neben fünf Engländern auch zwei Waliser sowie ein Schotte teil.

|  | Viertelfinale (best of 7) | Viertelfinale (best of 7) |              |   | Halbfinale (best of 7) | Halbfinale (best of 7) |  |  | Finale (best of 7) | Finale (best of 7) |
|  |                           |                           |              |   |                        |                        |  |  |                    |                    |
|  | Bill Lennard              | 4                         |              |   |                        |                        |  |  |                    |                    |
|  | John Lowe                 | 3                         |              |   |                        |                        |  |  |                    |                    |
|  | John Lowe                 | 3                         | Bill Lennard | 4 |                        |                        |  |  |                    |                    |
|  |                           |                           | Bill Lennard | 4 |                        |                        |  |  |                    |                    |
|  |                           | Alan Evans                | 3            |   |                        |                        |  |  |                    |                    |
|  | Alan Evans                | Alan Evans                | 3            | 4 |                        |                        |  |  |                    |                    |
|  | Alan Evans                |                           |              | 4 |                        |                        |  |  |                    |                    |
|  | Charlie Ellix             | 0                         |              |   |                        |                        |  |  |                    |                    |
|  |                           |                           | Bill Lennard | 4 |                        |                        |  |  |                    |                    |
|  |                           | Alan Glazier              | 3            |   |                        |                        |  |  |                    |                    |
|  | Alan Glazier              | 4                         |              |   |                        |                        |  |  |                    |                    |
|  | Willie Scott              | 0                         |              |   |                        |                        |  |  |                    |                    |
|  | Willie Scott              | 0                         | Alan Glazier | 4 |                        |                        |  |  |                    |                    |
|  |                           |                           | Alan Glazier | 4 |                        |                        |  |  |                    |                    |
|  |                           | Leighton Rees             | 3            |   |                        |                        |  |  |                    |                    |
|  | Leighton Rees             | Leighton Rees             | 3            | 4 |                        |                        |  |  |                    |                    |
|  | Leighton Rees             |                           |              | 4 |                        |                        |  |  |                    |                    |
|  | George Simmons            | 2                         |              |   |                        |                        |  |  |                    |                    |